# آي بيليف إن يو (أغنية)
«آي بيليف إن يو» (بالإنجليزية: I Believe in You)‏ أو «أثق بك» هي أغنية للفنانة الأسترالية كايلي مينوغ. وهي من تأليف مينوغ وأعضاء فريق سيزور سيسترز جيك شيرز وبيبي دادي وهي من إنتاج شيرز وبيبي دادي. تلقت الأغنية تقييمات إيجابية من نقاد الموسيقى في زمن إصدارها بوصفها أول منفردة من ألبوم أفضل أعمال مينوغ الثاني، ألتيميت كايلي، وذلك في ديسمبر 2004. وتصف مينوغ في الأغنية كيف أنها تثق عشيقها وليس بأي شيء آخر.
وصلت الأغنية إلى المركز الثاني على قوائم الأغاني في المملكة المتحدة والسادس في أستراليا. كما نجحت بين أغاني الرقص في الولايات المتحدة، وبلغت المركز الثالث على قائمة بيلبورد لأغاني النوادي والرقص في عام 2005، وحصلت على ترشيح لجائزة جرامي عام 2006 في فئة «أفضل أغنية رقص».

## الخلفية
في أغسطس 2004، أُعلن أن مينوغ ستقوم بتسجيل أغاني جديدة وشيع أنها ستكون عن عيد الميلاد. بعد شهر من ذلك، أعلن أن مينوغ ستصدر ألبوم أفضل أعمالها بعنوان "Ultimate Kylie"، ويحتوي على أغنينتين جديدتين، وهما «آي بيليف إن يو» و «غيفنغ يو أب»؛ كان جيك شيرز وبيبيدادي مسؤولين عن إنتاج الأغنية الأولى، في حين تم إنتاج الأخيرة من قبل بريان هيغينز وكسينومانيا. كما تم إصدار قرص DVD منفصل يحمل نفس الاسم يحتوي على العديد من مقاطع الفيديو الموسيقية للمغني، ليتزامن مع توزيع الألبوم. أُعلن في نفس البيان أن «آي بيليف إن يو» ستكون الأغنية الرئيسية من الألبوم التجميعي.
كان تعاون مينوغ مع شيرز وبيبيدادي غير محتمل من قبل الكثيرين، بما في ذلك المغنية نفسها. «عندما ظهرت فكرة العمل معا فكرت أنني أحب ألبوماتهم ولكنه هذه ليست الموسيقى التي أصنعها، ومع ذلك بدأنا على الفور، وكنا على نفس الموجة».

## التأليف والتسجيل
«آي يليف إن يو» هي أغنية بوب ويورو ديسكو،  واستخدم فيها السنثسيزر ولوحات المفاتيح. شاركت مينوغ في كلمات الأغنية، وتصف كيف أنها لا تثق بأي شيء إلا حبيبها. تم تأليف وتسجيل الأغنية لألبوم «ألتيميت كايلي» خلال صيف عام 2004 في لندن،  وهي مستوحاة من الديسكو وموسيقى النيو ويف والإلكترو من الثمانينات (ووصفت بأنها مشابهة لموسيقى فرقة نيو أوردر.
تبدأ الأغنية تفتح بلوحة المفاتيح وهي تعزف اللازمة. ثم تضاف الطبول ووصلات المزج في الخلفية، والتي تستمر على طول الأغنية. وتغني مينوغ في اللازمة بأوكتاف عالية مع آلات وترية وإيقاع دق في الخلفية. قالت مينوغ عن الأغنية «أنا أحبها. بها كل شيء يفترض أن يكون في أغنية وأكثر من ذلك».[إخفاق التحقق]

## ردود النقاد
لقيت الأغنية استقبالا إيجابيا من العديد من نقاد الموسيقى. ذكر مارك إدواردز من مجلة ستايلوس أن الأغنية «تحفة» و «عودة رائعة» إلى ألبومها السابق، بودي لانغواج، الذي لم يلقى استحسان بعض نقاد الموسيقى. قال جوي ريفالدو، في مراجعة لموقع أبوت.كوم، أن الأغنية كانت «مثالية للإذاعة» وأشاد بها لكونها «أغنية بوب لطيفة». وقال ريفالدو أيضا أنه «رغم أنه بعض وقت قد مرّ قبل ينتبه الجمهور للأغنية، فإن الكثيرين يرون أنها تستحق الانتظار». أعطى ريفالدو الأغنية في تقييمه ثلاث نجمات من أصل خمس. وصف جيسون شاوان الأغنية في مراجعة أخرى على موقع About.com، بأنها «واحدة من إنتاجات اليورو ديسكو التي يتم إنتاجها منذ أيام مجده». ووصفها موقع فيرجين دوت نت بأنها «تعاون رزين وأنيق» مع جيك شيرز وبيبيدادي، وذكر الموقع أيضا: «في حين أنها قد تفتقر إلى أي ألحان أو كلمات جذابة، إلا أنها تظل تسجيلا ساحرا بفضل مزيج نبض الباس غيتار والطبل».
تم ترشيح الأغنية لجوائز أريا الموسيقية في أستراليا عن «أفضل إصدار بوب» في عام 2005، وترشحت مينوغ لجائزة «أفضل فنانة»،  فنالت بهذا ترشيح جائزة أريا للسنة الثامنة على التوالي. كما ترشحت الأغنية لجائزة غرامي لعام 2006 في فئة «أفضل تسجيل رقص»، ونالت مينوغ ترشيح جرامي في هذه الفئة للسنة الرابعة على التوالي.

## الأداء على القوائم
عرضت أغنية «آي بيليف إن يو» على الراديو في 14 أكتوبر 2004،  وأصدرت تجاريا في 6 ديسمبر 2004 في المملكة المتحدة حيث دخلت قائمة أغاني المملكة المتحدة في المركز الثاني من أسبوعها الأول، وهو أعلى مركز بلغته، حيث فاقتها في المبيعات الأغنية الخيرية "Do They Know It's Christmas" لفرقة باند أيد 20. وظلت في المراكز العشرة الأولى لمدة أربعة أسابيع، لكنها أمضت ستة أسابيع في المركز الأول على قوائم البث،  وسبعة عشر أسبوعا على القائمة في المجموع. وبيع منها حتى مارس 2014 أكثر من 150,000 نسخة في المملكة المتحدة. أما في أستراليا فقد بلغت ذروتها في المركز السادس ونالت تصنيف الذهب في عام 2005. نجحت الأغنية وكانت من العشرة الأوائل في معظم البلدان الأوروبية على قوائم الأغاني المنفردة وقوائم البث. كان نجاح الأغنية ضعيفا في فرنسا، ويرجع ذلك أساسا إلى أنها لم تكن متاحة تجاريا حتى العام التالي، ولم يمكن شراؤها إلا بالاستيراد.
لم تدخل الأغنية قائمة بيلبورد هوت 100 في الولايات المتحدة، ولكنها وصلت للمركز الثالث على قائمة بيلبورد هوت دانس كلوب بلاي والمركز الرابع على قائمة بيلبورد هوت دانس أيربلاي. أعادت الأغنية شعبية مينوغ في سوق موسيقى الرقص الأمريكي (لم تدخل أغنيتها الأخيرة، «شوكوليت»، أيا من قوائم مجلة بيلبورد). لكن الأغنية لم تكن ذات شعبية خارج سوق موسيقى الرقص. وفي نيوزيلندا، دخلت الأغنية قائمة الأغاني في المرتبة 38 من أسبوعها الأول، ثم بلغت ذروتها في المرتبة 29 بعد ذلك بأسبوعين، لكنها تراجعت من القوائم بعد خمسة أسابيع.